# Pavel Větrovec
Pavel Větrovec (* 27. července 1949 v Ústí nad Labem) je český klavírista, varhaník, hudební pedagog, dirigent, kapelník, hudební aranžér a skladatel.

## Studium
- 1957–1965 hra na klavír – soukromě u Zdenko Kormundy
- 1964–1968 harmonie, kontrapunkt, kompozice, hra na varhany – soukromě u Karla Hrona
- 1964–1968 Střední ekonomická škola
- 1975 skladba na v Praze na LŠU – u Harryho Macourka (Lidová konzervatoř, studium nedokončil)
- 1987–1989 skladba a aranžování – Pražská konzervatoř u Vítězslava Hádla, od roku 1989 tento obor tamtéž i vyučuje[1]
- 1994 dirigování – u Miloše Formáčka

## Profesní působení
Od roku 1964 pracoval jako korepetitor ve Státním divadle v Ústí nad Labem, později od roku 1968 pracoval v ústeckém Kladivadle, kde spoluzaložil jazzové kombo. V roce 1968 také v ústeckém Národním domě, tehdejší Kulturní správě ONV, absolvoval kapelnické zkoušky.
Základní vojenskou službu absolvoval v Litoměřicích v posádkové hudbě.
Po vojně, v roce 1970 nastoupil jako hudební metodik do Domu kultury v Ústí nad Labem. Působil ze do roku 1971 a jako kapelník také vedl Velký taneční orchestr, ve kterém hrál také baskytara Ota Jirgl.
V letech 1971 až 1973 pak působil jakožto aranžér, klavírista a skladatel v Divadle Semafor v Orchestru Ferdinanda Havlíka (aranžoval zde, mimo jiné, hudbu ke hře Kytice). Poté řadu let pracoval ve svobodném povolání, kdy spolupracoval s mnoha významnými českými skladateli, sólisty i orchestry.
Od roku 1982 byl členem Orchestru Ladislava Štaidla. V roce 1989 mu Ladislav Štaidl předal pomyslnou taktovku a stal se kapelníkem orchestru, který se přejmenoval na Karel Gott Band a doprovázel s ním Karla Gotta až do jeho smrti, do roku 2019. Jako kapelník pro Karla Gotta napsal řadu písní.
Během své kariéry spolupracoval s umělci, kterými například byli Ferdinand Havlík, Václav Hybš, Karel Vlach, Jozef Vobruba, Gustav Brom, Felix Slováček, Luděk Hulan, Evžen Jegorov, Laco Deczi, Jana Koubková, Eva Olmerová, Eva Pilarová, Helena Vondráčková, Marta Kubišová, Václav Neckář, Karel Svoboda, Petr Hapka a Jiří Malásek.
V současnosti je častým členem doprovodné kapely sopranistky Markéty Fassati, člen skupiny J.I.P. a kapelník tria Dáši Zázvůrkové.